# يان برادلي
يان برادلي (بالإنجليزية: Ian Bradley)‏ هو سياسي نيوزلندي، ولد في 10 أغسطس 1937 في هامبستاد في المملكة المتحدة، وتوفي في 20 يونيو 2015.